# L'ultimo Reich
L'ultimo Reich (titolo originale Curious Notions) è un romanzo ucronico, rivolto al pubblico dei più giovani, scritto da Harry Turtledove, il secondo del ciclo di Crosstime Traffic, pubblicato per la prima volta nel 2004 negli Stati Uniti e nel 2007 in Italia.

## Trama
Dalla San Francisco di un XXI secolo parallelo al nostro, Paul Gomes e suo padre, Lawrence, possono trasferirsi in un'altra San Francisco alternativa, in cui la Germania del Kaiser non è uscita sconfitta dalla Prima Guerra Mondiale e domina il mondo. Come tutti i viaggiatori della Crosstime Traffic, anche i Gomes sono commercianti, ma il loro negozio desta presto il sospetto sia dei tedeschi occupanti sia delle inquietanti triadi cinesi che vogliono a tutti costi venire a conoscenza del misterioso segreto dei Gomes.

## Edizioni
- Harry Turtledove, L'ultimo Reich, traduzione di Simone Buttazzi, Hobby & Work Publishing, marzo 2007,  p. 344, ISBN 978-88-7851-534-5.